# Dragoslav Šekularac
Dragoslav Šekularac, surnommé « Šeki », est un footballeur international yougoslave né le 8 novembre 1937 à Štip (Banovine du Vardar) dans le royaume de Yougoslavie (aujourd'hui en Macédoine) et mort le 5 janvier 2019 à Belgrade en Serbie,,,.
Il fut jusqu'à sa mort très populaire parmi les supporteurs serbes de l'Étoile rouge de Belgrade, il déclara lui-même avoir toujours joué pour les supporteurs et pas pour l'argent. Il est le second joueur de l'Étoile rouge après Rajko Mitic à avoir reçu la distinction suprême du club qui est le titre d'Étoile de l'Étoile Rouge.

## Biographie
Dragoslav Šekularac quitte Stip dès à 6 mois avec ses parents. Seki (son surnom) montre des capacites pour le foot des son jeune age, à 13 ans il fait un test à l'Étoile rouge de Belgrade, mais à sa grande déception, on le refuse en raison de sa petite taille, quelques semaines plus tard, il est remarqué dans sa cour de récréation par un recruteur du même club. 
C'est Dimitrije Milojevic, ancien joueur du BASK devenu entraîneur et imprimeur, qui l'accueille et le forme. À 16 ans, il est déjà joueur de l'Étoile rouge de Belgrade et à 17, il est sélectionné pour jouer en équipe nationale. 
En 1956, il remporta une médaille d'argent avec la Yougoslavie aux Jeux olympiques de Melbourne et, en 1958, il faisait partie de l'équipe talentueuse qui battait l'Angleterre 5 à 0 lors d'une chaude après-midi à Belgrade. Il était un joueur essentiel pour son pays lors de la phase finale de la Coupe du monde en Suède, où la Yougoslavie n'avait pas réussi à passer de la phase de groupes uniquement en raison de la différence de buts. 
C’est lors des finales de la Coupe du monde de 1962 au Chili que Šekularac a atteint son zénith, à la fois agressif et bâtisseur du jeux dans une équipe qui a battu l’Allemagne de l’Ouest 1-0 à Santiago en quart de finale. Ils se sont inclinés 3-1 face aux Tchèques en demi-finale et 1-0 face aux hôtes chiliens lors du match pour la troisième place à Santiago. Tout au long du tournoi, Šekularac, qui était déployé à l'intérieur dans un milieu de terrain à quatre joueurs, a été remarquable. Entre 1956 et 1966, il a remporté 41 sélections pour son pays et a marqué six buts. 
La Juventus le veut, mais le maréchal de Yougoslavie Tito lui interdit de quitte le pays, son petit fils Kristian Šekularac, signera lui à 16 à la juventus en 2020,. 
Cet attaquant de l'Étoile rouge de Belgrade est champion de Yougoslavie en 1956, 1957, 1959, 1960 et 1964. 
En coupe des clubs champions, il est demi-finaliste en 1957 et 1962 et quart de finaliste en 1958. 
Il est finaliste de la coupe d'Europe des nations en 1960 avec la Yougoslavie.
Devenu par la suite entraîneur, il exerce notamment en Amérique latine (Millonarios, Independiente Santa Fé, équipe nationale du Guatemala, Club América), en Arabie saoudite et en Australie.  
Sekularac était le seul joueur qui était aimé des supporters du Partizan de Belgrade, des dirigeants et des joueurs du Partizan. Sa popularité était si importante à une époque où les médias n'existaient qu'à travers la presse écrite, qu'il mettait parfois 4 heures à atteindre le stade de l'Etoile, de son domicile, les jours de match, l'obligeant à se cacher.     

## Style de Jeu
Seki jouait principalement ailier droit ou milieu offensif ou même plus bas en 6 ou 8 . Dribbleur exceptionnel, capable de réaliser les gestes les plus fous et étant également très rapide, il possède un contrôle de balle exceptionnel au vu des conditions de l'époque et d'une agilité remarquable. Il possède également une vision du jeu incroyable, une grosse qualité de passe, une bonne finition et une remarquable habilité sur coup franc en fin de carrière. Il était également connu pour son caractère bien trempé et sa grande confiance en soi. Comparé à Garrincha pour son style de jeu, ils partagent également la particularité d'avoir les jambes arquées dans le sens opposé. 
Toute ces qualités font de lui l'un des meilleurs joueurs yougoslaves de l'histoire, de l'Étoile et une personnalité très respectée en Serbie.

## Carrière
- 1954-66 : FK Étoile rouge de Belgrade  Yougoslavie
- 1966-67 : Karlsruher SC  Allemagne
- 1967  : Saint Louis  États-Unis
- 1968-69 : OFK Belgrade  Yougoslavie
- 1969-70 : Santa Fe Corporación Deportiva  Colombie
- 1971-72 : Club Deportivo Los Millonarios  Colombie
- 1973 : Corporación Deportiva América Cali  Colombie
- 1975-76 : Paris FC  France[11]

## Palmarès

### En équipe nationale
- 41 sélections et 6 buts avec l'équipe de Yougoslavie entre 1956 et 1966.
- Finaliste du Championnat d'Europe des nations 1960.
- Médaille d'argent aux Jeux olympiques de 1956
- 2 participations à une phase finale d'une coupe du monde de football en 1958 et 1962.
- 2 participations à une phase finale d'une Championnat d'Europe de football en 1984 et 2000.

### Avec l'Étoile rouge de Belgrade
- Vainqueur du Championnat de Yougoslavie de football en 1956, 1957, 1959, 1960 et 1964
- Vainqueur de la Coupe de Yougoslavie de football en 1958, 1959 et 1964

## Distinction personnelle
- Nommé Étoile de l'Étoile Rouge